# Alun Francis

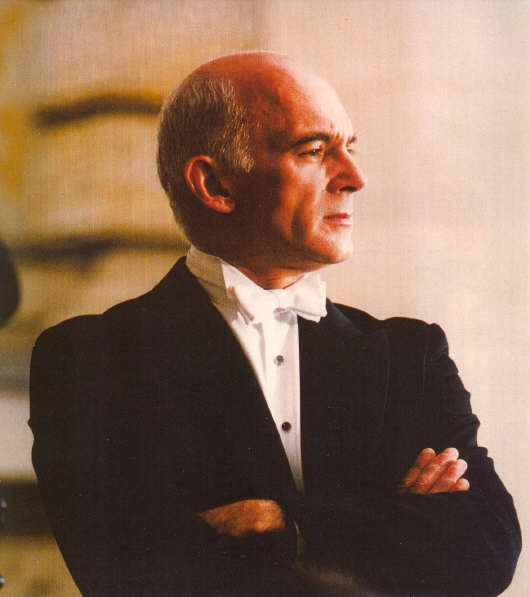
Alun Francis

Alun Francis, född 1943, är en walesisk dirigent.
Francis var i tio år (från 1966) chefsdirigent för Ulster Orchestra. Mellan 1979 och 1985 var han "Music director" för Northwest Chamber Orchestra i Seattle. 1987-90 var han "Generalmusikdirektor" för Nordwestdeutsche Philharmonie. Senare har han dirigerat  Haydn-Orchester i Bozen, Berliner Symphoniker och Orchestra Sinfonica di Milano Giuseppe Verdi. 2003-08 var han chefsdirigent för Thüringen Philharmonie Gotha och 2010 blev han chefsdirigent för Orquesta Filarmónica de la UNAM i Mexico City.
Francis har spelat in verk av Francis Poulenc, symfonier och symfoniska verk av Otto Klemperer med Staatsphilharmonie Rheinland-Pfalz och Allan Petterssons symfonier med olika orkestrar. 1980 spelade han in Offenbachs operett Robinson Crusoë med Royal Philharmonic Orchestra. Han har vidare spelat in samtliga Darius Milhauds symfonier med Sinfonieorchester Basel liksom Carl Reineckes fyra pianokonserter med pianisten Klaus Hellwig och Nordwestdeutsche Philharmonie.